# Fiat B.R.
Il FIAT B.R. era un bombardiere biplano biposto sviluppato dall'azienda italiana Fiat Aviazione nell'immediato periodo successivo alla fine della prima guerra mondiale.
La denominazione utilizzata risulta essere sigla di Bombardiere Rosatelli, come tributo all'ingegner Celestino Rosatelli al quale si deve il disegno del velivolo, primo di una serie di progetti che per anni legarono la matita del tecnico laziale con la produzione dell'azienda torinese.
Sviluppato nel 1918 per il bombardamento diurno e per la ricognizione strategica a lungo raggio, venne adottato dal Corpo Aeronautico Militare del Regio Esercito e finì la propria carriera operativa come aereo da addestramento.

## Storia del progetto
Il B.R. nacque dall'esperienza acquisita in combattimento durante la prima guerra mondiale che attestò l'esigenza di dotare l'allora Corpo Aeronautico Militare di un bombardiere che non necessitasse di caccia di scorta, ma potesse attaccare le retrovie nemiche da solo, grazie a doti di velocità e maneggevolezza. Il progetto venne affidato all'ingegner Celestino Rosatelli, di recente assunto presso l'azienda torinese.
Il progetto iniziale venne sviluppato nel 1918, quando ancora il complesso industriale utilizzava la definizione di Società Italiana Aviazione; gli fu inizialmente assegnata la denominazione aziendale SIA BD, sigla che stava ad indicare l'impiego nel ruolo di Bombardiere Diurno; il suo progetto venne impostato con l'obbiettivo dichiarato di correggere le deficienze strutturali evidenziate dal precedente SIA 9, mantenendone comunque l'impostazione generale e la motorizzazione.
A partire dal 1924 le linee produttive vennero convertite per la produzione della versione successiva, denominata B.R.1. Fra i produttori che contribuirono a tali realizzazioni, un ruolo di rilievo fu assunto dalle Officine Moncenisio di Condove.

## Tecnica
Il B.R. era un monomotore biplano di grandi dimensioni e di impostazione classica.
La fusoliera era caratterizzata da due abitacoli posti in tandem, l'anteriore per il pilota, il posteriore per l'osservatore-puntatore dotato di mitragliatrice brandeggiabile di difesa. Posteriormente terminava in un impennaggio classico monoderiva dotato di piani orizzontali controventati.
La configurazione alare era di tipo classico; i due piani alari erano collegati tra loro da due coppie di montanti tubolari e da tiranti in cavetto d'acciaio.
Il carrello d'atterraggio era fisso, dotato anteriormente di grandi ruote collegate alla parte inferiore della fusoliera ed alle semiali inferiori da una struttura tubolare incrociata ed era integrato posteriormente da un pattino d'appoggio.
La propulsione era affidata al Fiat A.14, un 12 cilindri a V di 60° raffreddato ad acqua capace di 700 CV (515 kW), abbinato ad un'elica bipala in legno a passo fisso.

## Impiego operativo
Realizzato quando il conflitto era già terminato, il B.R. equipaggiò i reparti di bombardamento del Corpo Aeronautico Militare durante gli anni venti; rimase in servizio anche nella neonata Regia Aeronautica, affiancato qualche anno più tardi dalle successive varianti B.R.1 e B.R.2 che lo sostituirono gradualmente relegandolo alla seconda linea ed all'addestramento.
Nel 1919 un esemplare di B.R. fu esibito all'ELTA, dove fu portato in volo da Francesco Brach Papa. L'esibizione colpì molto gli spettatori e fu elogiata anche dalla stampa britannica.
Due o tre esemplari vennero ceduti anche alla Flygkompaniet, l'aviazione dell'esercito svedese. I velivoli, che ebbero un limitato impiego a causa del loro non ottimale stato di manutenzione, furono ridesignati come B 1 (da Bombflygplan o bombplan, "bombardiere" in svedese) quando passarono in carico alla Flygvapnet nel 1926. Furono definitivamente radiati nel 1932.
Il velivolo, come il suo successore B.R.1, ebbe anche una limitata carriera come aereo da primato. Nell'aprile del 1919 realizzò un primato di quota di 7 240 m con 3 passeggeri, ed un primato di velocità di 270 km/h con un passeggero.

## Utilizzatori
Italia
- Corpo Aeronautico Militare

 Svezia
- Flygkompaniet
- Svenska Flygvapnet

### Periodici
- (EN) The Fiat C.R., R.S. and B.R. biplanes, in Flight, Sutton, Surrey (UK), Reed Business Information Ltd, 15 maggio 1924,  pp. 273-4. URL consultato il 15 settembre 2012.